# Provence (cuirassé, 1863)
Pour les autres navires du même nom, voir Provence (navire).
La Provence est un cuirassé à coque en fer appartenant à la classe Provence, lancé en 1863. C'est l'un des premiers cuirassés à coque en fer avec une seule rangée de canons.

## Conception
Les dix frégates cuirasées de la classe Provence et Gauloise constituent une réponse technique et stratégique aux six frégates britanniques mises en chantier en 1861. Elles sont quasiment identiques à celles de la classe Gloire, mais possède une hauteur de batterie de 2,20 mètres et un blindage de 150 mm censé résister aux canons de 16 cm.

## Histoire
La construction de la Provence commence en  mars 1861. Elle est lancée le 29 octobre 1863 et armée le 1er février 1865. Elle intègre l'escadre d'évolutions en février 1865, puis en mission dans l'Adriatique de juillet à octobre 1866. De retour en escadre en 1867, elle porte la marque de l'amiral Pothuau dès mars 1868. Après un passage par Brest puis Heligoland en 1870, la frégate rentre à Toulon en novembre, où elle est désarmée en avril 1871. Elle y reste en réserve jusqu'en 1875 et réarme le 7 décembre : elle passe 1876 en escadre d'évolutions. De juin 1879 à août 1881, la Provence intègre la division navale du Levant. Elle est finalement condamnée en mai 1884.